# Yggdrasil

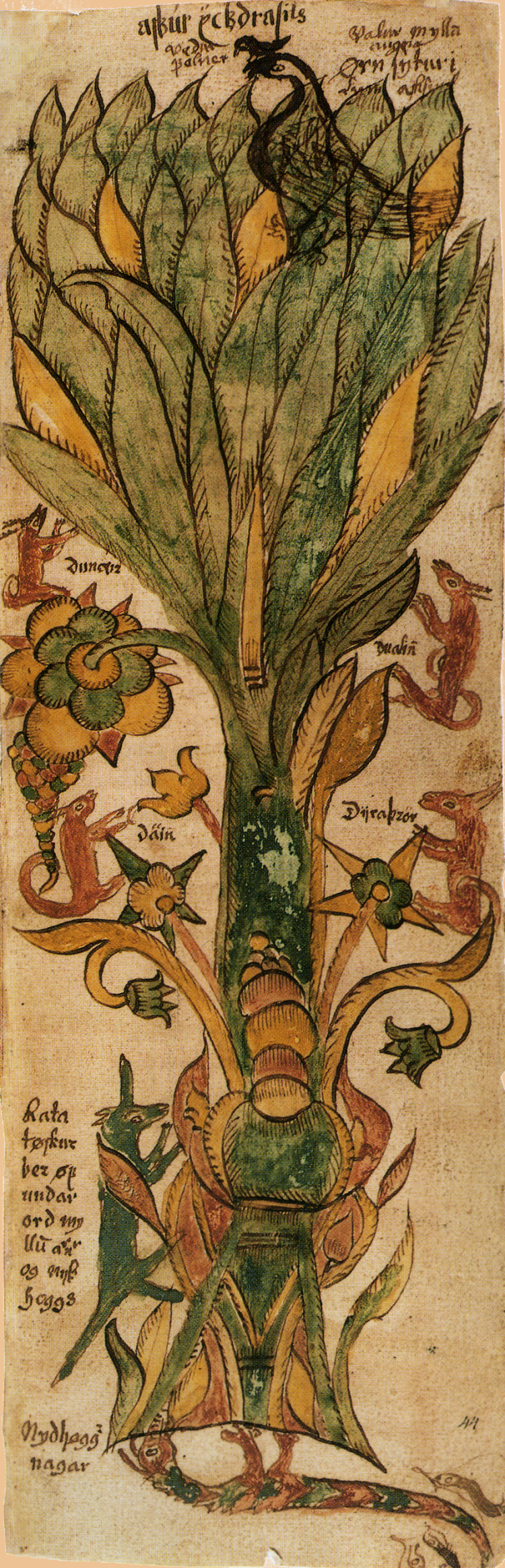
El Yggdrasil (la imagen en el artículo Níðhöggr es un fragmento de esta).

Yggdrasil (o Yggdrasill) es un fresno perenne: el árbol de la vida, o fresno del universo, en la mitología nórdica. Sus raíces y ramas mantienen unidos los diferentes mundos: Helheim, Niflheim, Svartalfheim, Muspelheim, Jötunheim, Midgard, Alfheim, Vanaheim y Asgard. De su raíz emana la fuente que llena el pozo del conocimiento, custodiado por Mímir.
A los pies del árbol se encontraba el dios Heimdall que era el encargado de protegerlo de los ataques del dragón Níðhöggr y de una multitud de gusanos que trataban de corroer sus raíces y derrocar a los dioses a los que este representaba. Pero también contaba con la ayuda de las nornas que lo cuidaban regándolo con las aguas del pozo de Urd. Un puente sobre el Yggdrasil unía la morada de los dioses con la de los hombres: el Bifröst (el arcoíris), que los dioses cruzaban para salir del Asgard y entrar en el Midgard.
Yggdrasil rezuma miel y cobija a un águila sin nombre que entre sus ojos tiene un halcón que se llama Veðrfölnir, a una ardilla llamada Ratatösk, a un dragón llamado Níðhöggr y a cuatro ciervos, Dáinn, Dvalinn, Duneyrr y Duraþrór. Cerca de sus raíces habitan las nornas.

## Etimología
Etimológicamente, Yggdrasil se ha interpretado como un kenning, es decir, una perífrasis derivada de mitos nórdicos. En este caso, el kenning significa «Caballo de Odín», ya que Yggr (o Uggr, «temible, feroz») es uno de los apelativos de Odín, e Yggs es el genitivo de Yggr; drasill (o drösull, «errante, vagabundo») es una expresión poética para «caballo». Este nombre reflejaría aparentemente la imagen de Odín subiendo y bajando a voluntad por el tronco y las ramas del fresno, es decir, metafóricamente «cabalgando» entre los mundos. Otros autores interpretan el nombre como «árbol terrible» o «cadalso de los colgados», en referencia a cómo colgó Odín de él durante nueve días.

## Los Nueve Reinos o Mundos del Yggdrasil
Para los nórdicos, el mundo de los humanos era solo una rama más del gran Yggdrasil, el fresno del mundo. Nueve mundos posee Yggdrasil, y por ellos pasó Odín antes de obtener el secreto de las runas.
El árbol se divide en tres partes: Niflheim (raíz), Midgard (tronco) y Asgard (copa). Se puede notar en esto la representación del ciclo de nacimiento, vida y muerte que ya se siente en las nornas.
Las raíces son tres. La primera se dirige hacia la fuente de Hvergelmir. La segunda a la fuente de Mímir. La última a la Casa de las Nornas, el Destino.
Los mundos son los siguientes por orden ascendente:
- Helheim, el hogar de los muertos
- Niflheim, el reino de la oscuridad y de las tinieblas.
- Svartalfaheim, el hogar de los elfos oscuros y de los enanos (en ocasiones identificado con los Nidavellir).
- Muspelheim, el mundo primordial de fuego, allí se encuentra el Ginnungagap.
- Jötunheim, el hogar de los gigantes.
- Midgard, el hogar de los humanos (también conocido como Mannaheim). Los dioses cruzaban el puente Bifröst para llegar al Midgard.
- Alfheim, el hogar de los elfos de la luz (también conocido como Ljósálfheim).
- Vanaheim, el hogar de los Vanir (la tribu de los dioses de la naturaleza y de la fertilidad).
- Asgard, el reino de los Æsir (la tribu de los dioses de la luz y la sabiduría).